# Micubiši G3M
Micubiši G3M (japonsky: 三菱G3M) byl dvoumotorový pozemní bombardovací letoun japonského císařského námořního letectva užívaný ve druhé světové válce. Spojenci toto letadlo nazvali kódovým označením Nell. V japonském námořnictvu byl označován jako pozemní útočný letoun typ 96 (九六式陸上攻撃機, 96-šiki rikudžó kógekiki)

## Vývoj

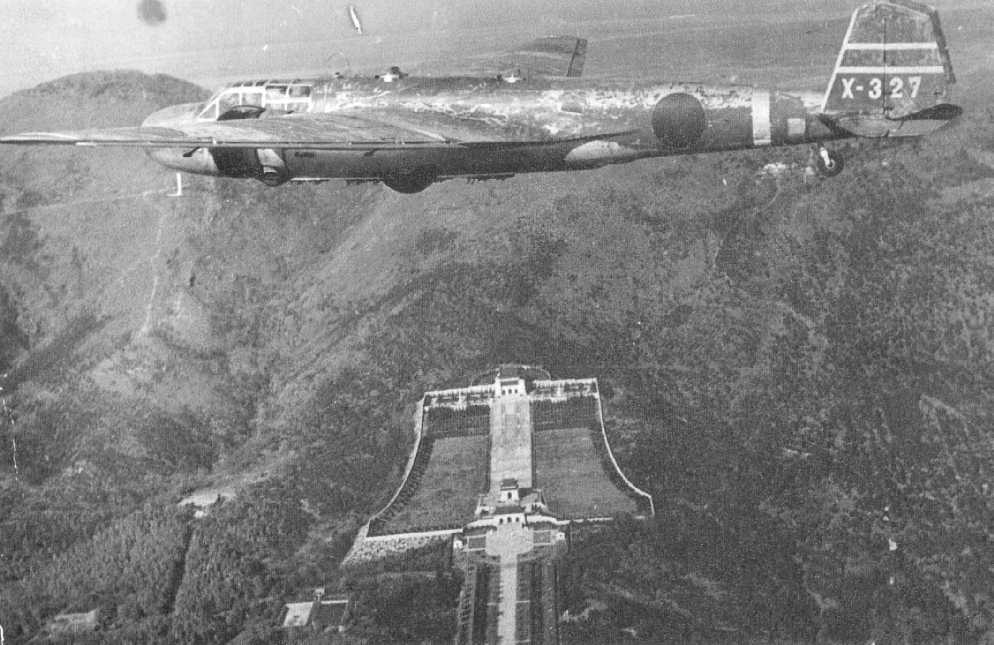
Micubiši G3M

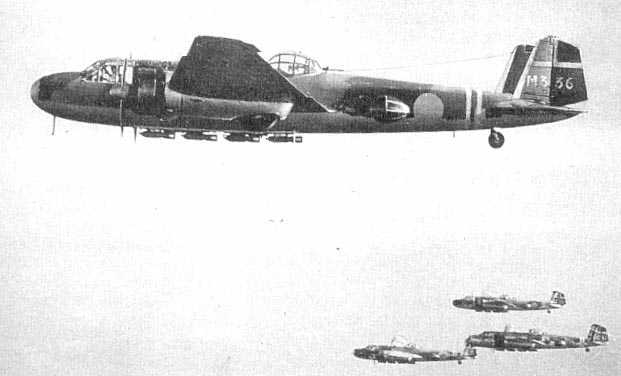
Čtveřice G3M

Počátky vývoje letounu G3M spadají do roku 1933, kdy byly vypsány požadavky 8-Ši na nový letoun. První prototyp, označený Ka-9 vzlétl již v dubnu 1934 s kapalinou chlazenými řadovými motory Hiro 91 s výkonem po 368 kW, avšak k bombardovacímu typu měl ještě daleko.
Další prototyp Ka-15 vzlétl v červenci roku 1935 s výjimečnými výkony. Bylo postaveno ještě dvacet dalších prototypů a předsériových letounů, které poháněly motory Hiro 91 po 551 kW, dvouhvězdicové čtrnáctiválce Micubiši Kinsei 2 po 610 kW a nebo Kinsei 3 po 670 kW. 12 kusů bylo podrobeno vojskovým zkouškám u Tatejama Kókútai.
Sériová výroba G3M v Nagoji započala na základě testů prototypů v červnu 1936. První typ G3M1 model 11 vzor 96 byl ponáněn motory Micubiši Kinsei 2 i 3. Výzbroj tvořily dvě zatažitelné hřbetní věže a jedna podtrupová, všechny s jedním kulometem vz. 92 ráže 7,7 mm. Náklad pum byl 800 kg na vnějších závěsech pod trupem, nebo jedno torpédo o stejné hmotnosti. Osádka byla pětičlenná. V letech 1936 a 1937 bylo postaveno 34 kusů.
Následná série letounů G3M2 model 21, realizovaná v letech 1937 až 1939, byla poháněná motory Kinsei 41, 42 nebo později 45 o vzletovém výkonu po 802 kW. Celková produkce dosáhla počtu 343 kusů.
Stroje s označením G3M2 model 22 vyráběla i firma Nakadžima, která později převzala celou výrobu, zatímco firma Micubiši se po zhotovení 238 kusů v období 1939 až únor 1941 soustředila na výrobu moderního dvoumotorového bombardéru G4M Betty. Přední zatažitelná hřbetní střelecká věž s kulometem vz. 92 zůstala zachována, zadní nahradila velká posklená kupole s pohyblivým leteckým kanónem vz. 99 ráže 20 mm. Místo výsuvné spodní věže se instalovaly dva boční prosklené výstupky, každý s jedním kulometem 7,7 mm. Další kulomet stejné ráže byl v přídi pilotní kabiny.
Letoun G3M byl dále modernizován a firma Nakadžima začala dodávat verzi G3M3 model 23. Tyto rychlé stroje měly instalovány motory Micubiši Kinsei 51 se vzletovým výkonem 969 kW. Letouny byly vyráběny až do února 1943 v celkovém počtu 1048 kusů všech verzí.
Námořní arsenál v Kasumigauře upravil některé stroje G3M1 na dopravní L3Y1 model 11 (Tina) s řadou okének na boku trupu a s jedním pohyblivým kulometem na hřbetě. Z modernějších G3M2 se takto staly L3Y2 model 12.

## Bojové užití

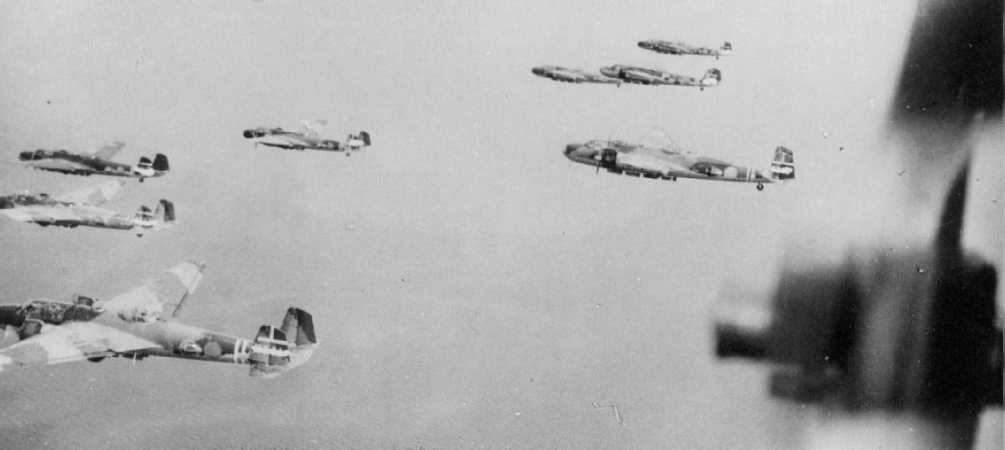
Formace bombardérů G3M za letu

Bombardéry G3M2 byly poprvé použity v japonsko-čínském konfliktu, kdy provedly nálety na mimořádné vzdálené cíle ležící na čínském území. Dne 10. prosince 1941 se tyto letouny významně podílely na potopení britských lodí HMS Prince of Wales a HMS Repulse.
Od konce roku 1943 se G3M používaly převážně k pomocným akcím jako byla doprava, vlek terčů, výcvik osádek a námořní průzkum. Byly užívány prakticky až do konce války.
Před válkou dodala továrna Micubiši také 25 letounů v civilním provedení dopravci Nippon Koku. Stroj imatrikulace J-BEOC pojmenovaný „Jamato“ uskutečnil mezi 26. srpnem 1939 a 20. říjnem 1939 let kolem světa. Urazil 52 856 km za letový čas 196 hodin.

## Specifikace (G3M2 m.22)

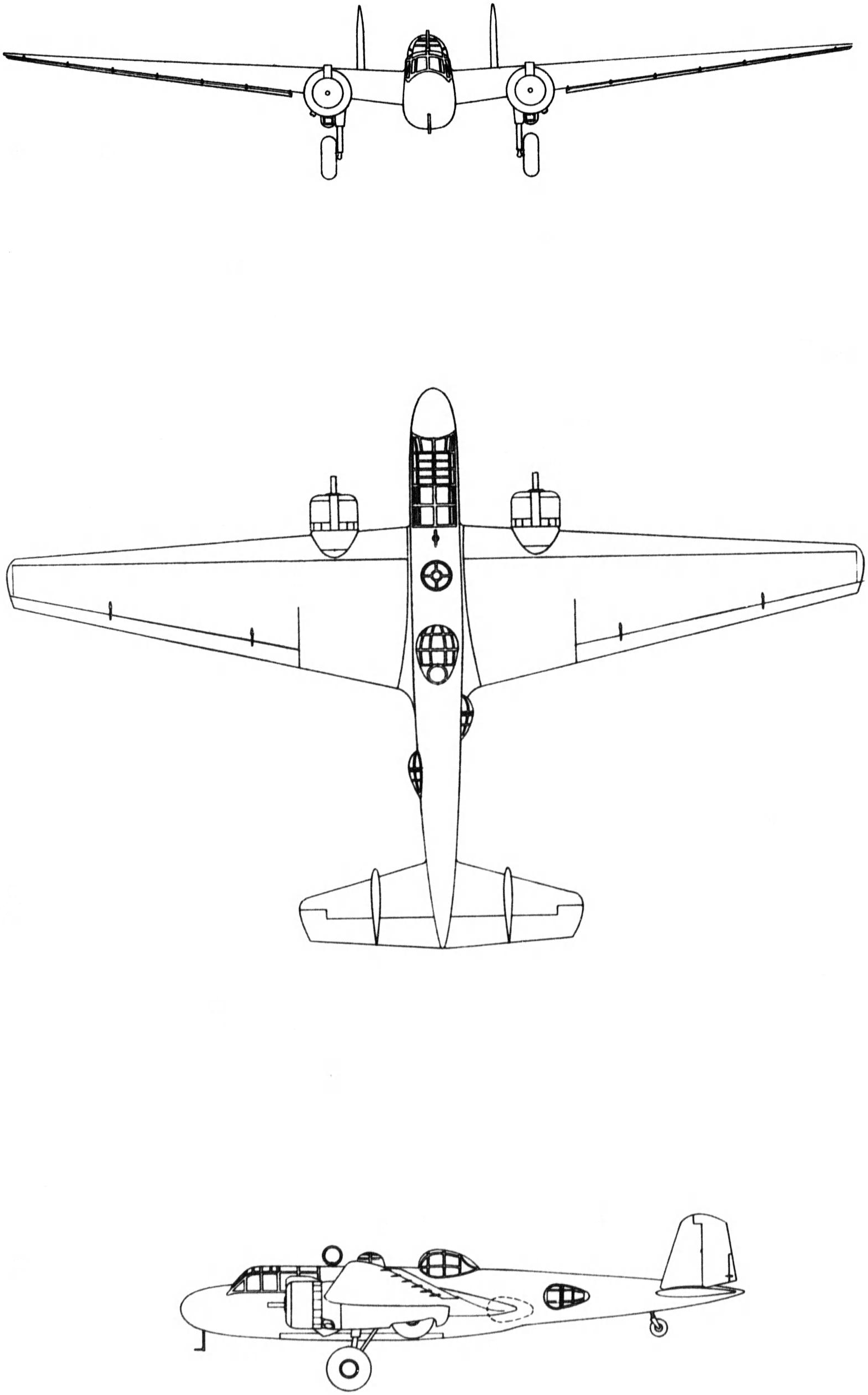
Třípohledový nákres

Údaje dle

### Technické údaje
- Osádka:
- Rozpětí: 25,00 m
- Délka: 16,45 m
- Výška: 3,68 m
- Nosná plocha: 75,00 m²
- Hmotnost prázdného letounu: 4 965 kg
- Vzletová hmotnost: 8 000 kg
- Motorová jednotka: 2 × hvězdicový motor Kinsei 41(42) s výkonem 802 kW

### Výkony
- Max. rychlost: 373 km/h
- Cestovní rychlost ve výšce 4 000 m: 278 km/h
- Výstup do 3 000 m: 6:11 min
- Dostup: 9 110 m
- Dolet: 4 380 km

### Výzbroj
- 1 × kanón vz. 99 ráže 20 mm
- 3–4 × kulomet vz. 92 ráže 7,7 mm ve střeleckých věžích
- 1 × torpédo nebo 800 kg pum